# غينيا البرتغالية
كانت غينيا البرتغالية (بالبرتغالية: Guiné Portuguesa) مقاطعة برتغالية ما وراء البحار في غرب إفريقيا منذ عام 1588 وحتى 10 سبتمبر عام 1974، حين نالت استقلالها تحت اسم غينيا بيساو.

## تجارة العبيد
كلّف العرش البرتغالي الملّاحين الخاصين به باستكشاف الساحل الأطلسي لغرب إفريقيا في ثلاثينيات القرن الخامس عشر للعثور على مصادر الذهب. في ذلك الوقت، كان المغرب مسيطرًا على تجارة الذهب. حملت قوافل المسلمين التي عبرت الصحراء الكبرى أيضًا الملحَ، والكولة، والمنسوجات، والأسماك، والحبوب، والعبيد. عبر الملّاحون أولًا عائق رأس بوجادور في عام 1437، وتمكّنوا من استكشاف ساحل غرب إفريقيا حتى سيراليون بحلول عام 1460 واستعمار جزر الرأس الأخضر بدءًا من عام 1456.
كان مصدر الذهب في النهاية من الروافد العليا لنهرَي النيجر وفولتا، وقد أراد العرش البرتغالي تحويل تجارة الذهب إلى الساحل. وبهدف السيطرة على تجارة الذهب، أمر الملك البرتغالي بتشييد قلعة سُميت ساو خورخي دا مينا (قلعة المينا الآن) على ساحل الذهب البرتغالي في عام 1482 بالإضافة إلى مراكز تجارية أخرى. أنشأت الحكومة البرتغالية شركة غينيا لتجارة البضائع وضبط أسعارها، بما فيها الذهب والعاج، وفلفل ميليغويتا، والعبيد. نقلت تجارة العبيد عبر الأطلسي ما يُقدر بنحو 11 مليون شخص من إفريقيا بين عامَي 1440 و1870، بينهم مليونان من سنغامبيا وغينيا العليا.
كانت هذه المنطقة المَصدرَ لما يُقدر بنحو 150,000 عبد إفريقي نقلهم البرتغاليون قبل عام 1500 من غينيا العليا بصورة رئيسية. استُخدم بعضهم لزراعة القطن والنيلة الزرقاء في جزر الرأس الأخضر غير المأهولة سابقًا. اخترق التجار البرتغاليون والمجرمون المنفيون أنهار غينيا العليا وجداولها، وشكلوا شعب مولاتو الذين يتكلمون بلغة مولدة (كريولية) ذات أساس برتغالي لتكون لغة للتواصل المشترك. لكن بعد عام 1550، تركزت معظم المصالح البرتغالية، لكل من الذهب والعبيد، جنوبًا في ساحل الذهب.
في بداية القرن السابع العشر، صدّر البرتغاليون العبيد من غينيا العليا من سانتياغو في الرأس الأخضر، وأولئك من خليج غينيا من جزيرة ساو تومي. في ثلاثينيات القرن السابع عشر وأربعينياته، طرد الهولنديون البرتغاليين من معظم مناطق ساحل الذهب. حافظ البرتغاليون على موطئ قدم في ساو جواو دي أجودا في بنين، المسماة الآن وِيدَه، إذ إنهم فضّلوا قبل خمسينيات القرن الثامن عشر جلبَ العبيد من خليج غينيا بدلًا من غينيا العليا. في القرن السابع عشر، أسس الفرنسيون قواعد في سانت لويس في السنغال، وأسس الإنجليز قواعد في جزيرة كونتا كينتي على نهر غامبيا، بينما أسس الهولنديون قواعد في جزيرة غوريه.
قُوّي المركز البرتغالي الضعيف للغاية في غينيا العليا على يد ماركيز بومبال الأول الذي شجع نقلَ العبيد من هذه المنطقة إلى مقاطعتَي غراو بارا ومارانياو في شمال البرازيل. بين عامَي 1757 و1777، نُقل أكثر من 25,000 عبد من <<أنهار غينيا>>، التي شكلت تقريبًا غينيا البرتغالية وأجزاء من السنغال، رغم أن هذه المنطقة قد تعرضت للإهمال إلى حد كبير من قبل البرتغاليين خلال السنوات المئتين السابقة. أصبحت بيساو، التي أُسِّست في عام 1765، مركزَ السيطرة البرتغالية.
أدى الاهتمام البريطاني بالمنطقة إلى محاولة موجزة في تسعينيات القرن الثامن عشر لتأسيس قاعدة في جزيرة بولاما، والتي لم تظهر أي دليل على اسمرار الوجود البرتغالي. انسحب المستوطنون البريطانيون في عام 1793 واحتل البرتغاليون الجزيرةَ رسميًا في عام 1837. حتى بعد المطالبة البرتغالية في عام 1837، عاش البرتغاليون الأفارقة وعملوا هناك إلى جانب البريطانيين الأفارقة من سيراليون، إذ لم تتنازل بريطانيا عن مطالبتها ببولاما حتى عام 1870.
إن إلغاء بريطانيا تجارةَ العبيد في عام 1807 قد منح تجّار غينيا الاحتكار الفعلي لتجارة عبيد غرب إفريقيا مع البرازيل. رغم اتفاق الحكومتَين البرازيلية والبرتغالية في ثلاثينيات القرن التاسع عشر على إيقاف هذه التجارة، فمن المرجح أنها استمرت بنفس معدلات القرن الثامن عشر حتى ما بعد عام 1850، حين ضغطت بريطانيا على البرازيل لفرض حظرها القائم على استيراد العبيد. وصلت آخر شحنة كبيرة من عبيد غرب إفريقيا إلى البرازيل في عام 1852.

## الفترة الاستعمارية اللاحقة
تضاءل اهتمام بريطانيا بمنطقة غينيا العليا مع انتهاء تجارة العبيد البريطانية في عام 1807 وأصبح الاهتمام منصبًّا على سيراليون بعد التخلي عن مستوطنة جزيرة بولاما. في بداية القرن التاسع عشر، شعر البرتغاليون بالأمان بدرجة معقولة في بيساو واعتبروا الساحل المجاور خاصًا بهم. كانت سيطرتهم ضعيفة: كان الوجود البرتغالي في غينيا مقتصرًا بصورة رئيسية على أنهار غينيا ومستوطنات بيساو وكاشيو وزيغينشور (الأخيرة موجودة الآن في السنغال) لأغلب الوقت في القرن التاسع عشر. في الأماكن الأخرى، حافظ شعب الكريول المحلي وسكان جزر الرأس الأخضر، الذين امتلكوا مزارع صغيرة (بونتوس)، على السيطرة مع القليل من المساعدة الحكومية.
إن وجود المزارع الواسعة التي يديرها الفرنسيون والسنغاليون قد جلب خطر المطالبات الفرنسية بجنوب نهر الكازامانس. بعد أن وضع مؤتمر برلين لعام 1885 مبدأ الاستعمار الفعال (مبدأ الحدود الموروثة)، أدت المفاوضات مع فرنسا إلى خسارة منطقة الكازامانس القيّمة لصالح غرب إفريقيا الفرنسي. في المقابل، وافق الفرنسيون على حدود غينيا البرتغالية.
احتلت البرتغال ست قواعد ساحلية أو نهرية، إذ سيطرت على بعض التجارة البحرية، لكن دون الكثير من السكان. على أي حال، جعلت البرتغال غينيا منطقة عسكرية منفصلة في عام 1892، وذلك لتعزيز احتلالها. كان مبدأ الاحتلال الفعال بارزًا في عام 1870 كما كان بعد عام 1884، وربما خسرت البرتغال أيضًا بولاما لصالح بريطانيا. ولكن اتفقت بريطانيا والبرتغال في عام 1868 على التحكيم الدولي. عمل رئيس الولايات المتحدة الأمريكية يوليسيس جرانت مُحكِّمًا، ومنح الجزيرةَ للبرتغال في عام 1870.
هدد الوضع المالي الحرج للبرتغال وضعفها العسكري قدرتَها على الحفاظ على مستعمراتها. في عام 1891، أجرى وزير البحرية والمستعمرات أنطونيو خوسي إينيس ترشيدًا للضرائب وقدّم تسهيلات في غينيا، للشركات الأجنبية بصورة رئيسية، وذلك لزيادة صادراتها. كان الهدف من زيادة الإيرادات تمويل التوسع التدريجي في السيطرة الذي من شأنه أن يمنح البرتغال إيرادات ضريبية من التجارة والسكان الأصليين. مع ذلك، لم تُغطِّ الزيادة الخفيفة في الوارد الحكومي بين عامَي 1895 و1910 تكلفةَ القوات المستخدمة لفرض الضرائب. أخفقت سياسات إينيس إلى حد كبير؛ استمرت المعارضة في الداخل، وعلى الجزر، وفي الساحل. على أي حال، وفور بدء الاحتلال العسكري، استمر وجود البرتغال أملًا بالفوائد المستقبلية.
بعد سقوط الملكية البرتغالية في عام 1910، أنشأت الجمهورية الجديدة وزارةً لإدارة المستعمرات. ازداد دخل غينيا مع ارتفاع أسعار الفستق، وتحسنت جباية الضرائب، وأظهرت ميزانيتها فائضًا. بين عامَي 1913 و1915، استخدم جواو تيكسيرا بينتو القوات العسكرية لفرض الحكم البرتغالي وسحق المقاومة لضريبة الأكواخ عبر تدمير القرى والاستيلاء على الماشية، ما أدى إلى نزوح العديد إلى السنغال أو إلى الغابات. أدت التكاليف المستخدمة للحفاظ على قواته وما نتج عنها من عجز في الميزانية إلى استدعائه في عام 1915.
رغم أن الحرب العالمية الأولى قد زادت الطلب العالمي على المنتجات الاستوائية ونشّطت اقتصاد غينيا، أدى الانهيار التالي للحرب والأزمات السياسية المتكررة إلى حدوث ركود اقتصادي شديد.